# Vladimir Atlasov
Vladimir Vasiljevitj Atlasov, född mellan 1661 och 1664 och död 1711, var en rysk upptäckare, "Kamtjatkas erövrare".
Atlasov var en bondson från Ustugdistriktet. Utrustad med stark viljekraft och företagsamhet flyttade Atlasov på grund av fattigdom till Sibirien. Där blev han 1672 kosack och under locken av en tjugoårig tjänst utomordentligt förtrogen med östra Sibirien. Efter att 1696 ha inlett ett krigståg för att erövra Kamtjatka, därtill driven huvudsakligen av personlig vinningslystnad, grundade han ett litet fort, numera Verchnekamtjatsk och utnämndes 1707 till guvernör i Kamtjatka. Atlasov missbrukade dock sina befogenheter och misshandlade grymt sina underlydande, som 1711 gjorde uppror och dödade honom. Atlasov har efterlämnat en mycket god beskrivning över Kamtjtka.

## Fotnoter
1. 1 2 3  Vladimir Lamin (red.), Историческая энциклопедия Сибири, 2009, ISBN 5-8402-0230-4, läs online och läs online.[källa från Wikidata]
2. ↑  Library of Congress Authorities, USA:s kongressbibliotek, läst: 24 augusti 2019.[källa från Wikidata]